# Historiepodden
Historiepodden är ett poddradioprogram av gymnasielärarna Daniel Hermansson från Ringarum och Robin Olovsson från Arvidsjaur. Premiäravsnittet publicerades lördagen den 22 mars 2014.
Under året 2018 lyssnade i snitt 62 779 unika lyssnare på varje avsnitt. 2019, enligt Orvesto, lyssnade 145 000 på podden varje vecka vilket gjorde den till en av Sveriges största poddar. År 2022 har podden cirka 206 000 lyssningar varje vecka vilket gör det till en av Sveriges tjugo största poddar. I oktober 2023 låg antalet unika lyssnare på cirka 80 000 per vecka.

## Priser och utmärkelser
Podcasten har vunnit Svenska podcastpriset två gånger: 
- 2015 i kategorin Nyheter, samhälle och ekonomi[5]
- 2016 i kategorin Utbildning[6]

I Guldpoddens regi
- 2023 Årets kulturpodd.

## Avsnitt
Lista på publicerade avsnitt

### 2014
| 1  | Krimavsnittet                                    |
| 2  | Sedlighetsavsnittet                              |
| 3  | Ubåt i sikte!                                    |
| 4  | Konstantinopel faller och Angola blir fritt      |
| 5  | Engelska inbördeskriget och svenska revolutionen |
| 6  | Dom kallar oss snapphanar                        |
| 7  | Den svenska skogen                               |
| 8  | Studenthistoria                                  |
| 9  | Midsommar                                        |
| 10 | Amazonerna                                       |
| 11 | Brasiliens självständighet 1822                  |
| 12 | The Troubles (Nordirland)                        |
| 13 | Det svenska befrielsekriget                      |
| 14 | Norrskensflamman brinner!                        |
| 15 | Juni, juli, augusti 1914                         |
| 16 | Berättelser om första världskriget               |
| 17 | Marie Curie                                      |
| 18 | Stormoguler och kolonialister i Indien           |
| 19 | Ticker tape-parader, flygare och Cypern          |
| 20 | Djingis Khans uppväxt, maktkamp och tid i Kina   |
| 21 | Rösträttsfrågan                                  |
| 22 | Djingis khan: Erövrare i västerled               |
| 23 | Dinosaurierna -1800-talets vetenskapliga strid   |
| 24 | Fotbollskriget                                   |
| 25 | Nordpolens erövrare?                             |
| 26 | Tyst vår - Rachel Carson och miljörörelsen       |
| 27 | Adrianopel 378 - världsordning i gungning        |
| 28 | Sverige och romerna                              |
| 29 | Antik teknik                                     |
| 30 | Himmel eller helvete?                            |
| 31 | Mordkonspirationen mot Abraham Lincoln           |
| 32 | Historia på vita duken                           |
| 33 | Nyköpings gästabud                               |
| 34 | Lucia                                            |
| 35 | Francis Bacon - liv, intriger och vetenskap      |
| 36 | Julbordet                                        |
| 37 | Mesopotamien                                     |

### 2015
| 38 | Det enigmatiska avsnittet                                          |
| 39 | Bletchley Park                                                     |
| 40 | La Jacquerie                                                       |
| 41 | Hotet mot ungdomen                                                 |
| 42 | Tre generationer Tessin                                            |
| 43 | The Curious Case of Ada Lovelace                                   |
| 44 | Så erövrades etern                                                 |
| 45 | Mali                                                               |
| 46 | Hedy, George och frekvenshoppningen                                |
| 47 | Hur vi hungrar (norrländska hungersnöden 1867)                     |
| 48 | Marius och Sulla del 1                                             |
| 49 | Marius och Sulla del 2                                             |
| 50 | Robin Hood                                                         |
| 51 | Svenska stormaktskolonier                                          |
| 52 | Den gula tapeten (om hysteri och kvinnosjukdom kring sekelskiftet) |
| 53 | Det Sassanidiska Persiens födelse                                  |
| 54 | Öar                                                                |
| 55 | Victory in Europe                                                  |
| 56 | Klanen Kennedy del 1                                               |
| 57 | Joe Hill                                                           |
| 58 | 47 ronin                                                           |
| 59 | Akhenaton och Nefertiti                                            |
| 60 | Klanen Kennedy del 2                                               |
| 61 | Klanen Kennedy del 3                                               |
| 62 | Sturarnas slut                                                     |
| 63 | Mary Wollstonecraft                                                |
| 64 | Piraternas gyllene era                                             |
| 65 | Museiavsnittet                                                     |
| 66 | Tyska orden och korståget mot pruserna                             |
| 67 | Påskkravallerna 1943                                               |
| 68 | Konspirationen kring maskeradbalen                                 |
| 69 | I spanskans svallvågor                                             |
| 70 | Imperiebyggaren Coco Chanel                                        |
| 71 | Biografiavsnittet                                                  |
| 72 | Geiserik och hans vandaler                                         |
| 73 | Bad Romance                                                        |
| 74 | Röda molnets krig                                                  |
| 75 | Bland medeltida djur & odjur                                       |
| 76 | Ernest Thiel - del 1: Riskkapitalisten                             |
| 77 | Du sköna nya värld                                                 |
| 78 | Ernest Thiel - del 2: Kulturmecenaten                              |
| 79 | Jeanne d'Arcs rättegång                                            |
| 80 | Det första puniska kriget                                          |
| 81 | Den vackra dalkullan                                               |
| 82 | Von Humboldt i Sydamerika                                          |
| 83 | Ungernrevolten 1956                                                |
| 84 | Den Driftige Darius                                                |
| 85 | Tesla                                                              |
| 86 | Folktro & vatten                                                   |

### 2016
| 87  | Alkemiska avsnittet                   |
| 88  | Så enade Qin Kina                     |
| 89  | Drottning Kristina del 1              |
| 90  | Drottning Kristina del 2              |
| 91  | Vegetariska avsnittet                 |
| 92  | Bertil Ohlin - ekonomi & politik      |
| 93  | Palmemordet                           |
| 94  | Häxjakten i Salem 1692                |
| 95  | Nedslag i hygienhistorien             |
| 96  | Futurismens Italien                   |
| 97  | Lewis & Clark - expeditionen västerut |
| 98  | Minoernas Kreta: myt & verklighet     |
| 99  | Filip II: Hellas Hegemon              |
| 100 | Jubileumsavsnittet                    |
| 101 | BANG i Berlin                         |
| 102 | Allas krig mot alla                   |
| 103 | Den biologiska byteshandeln           |
| 104 | Coup d'état                           |
| 105 | Gogols Ryssland                       |
| 106 | Olavs & Sigrids vikingaintriger       |
| 107 | Stor-Stinas liv & resor               |
| 108 | Revolutionskejsarnas år               |
| 109 | Dreyfusaffären                        |
| 110 | Farlig midsommar                      |
| 111 | Bränn borgarna!                       |
| 112 | Engelbrektsupproret                   |
| 113 | Rosalind Franklin                     |
| 114 | Historiska förfalskningar             |
| 115 | Bilden av Vasa                        |
| 116 | Olympiska avsnittet                   |
| 117 | Riksdagsvalet & kvalet 1982           |
| 118 | Räddar Rienzo Rom?                    |
| 119 | Aleksandra Kollontaj del 1            |
| 120 | Aleksandra Kollontaj del 2            |
| 121 | Mesopotamiens okrönta drottning       |
| 122 | Utopiska avsnittet                    |
| 123 | Att bringa ordning i tiden            |
| 124 | Ancien régime                         |
| 125 | Amerikanska presidenter               |
| 126 | Kafka & Prag                          |
| 127 | Breitenfeld                           |
| 128 | Lützen                                |
| 129 | Nazisterna & konsten                  |
| 130 | Osmanernas harem                      |
| 131 | Bland medeltida katoliker & katarer   |
| 132 | Sång till tryckfriheten               |
| 133 | Dueller                               |
| 134 | Cuba                                  |
| 135 | Den historiske Jesus                  |

### 2017
| 136 | Hundavsnittet                                                          |
| 137 | Den första världsomseglingen                                           |
| 138 | Alva Myrdal                                                            |
| 139 | Anarki i Alexandria                                                    |
| 140 | Svenska språkhistorier                                                 |
| 141 | Siamesiska avsnittet                                                   |
| 142 | De amerikanska strejkerna                                              |
| 143 | Norge och Sverige 1940-45                                              |
| 144 | När man hänger katter                                                  |
| 145 | Vadstenabullret                                                        |
| 146 | Götiska förbundet (Live)                                               |
| 147 | Ryssland i revolutionstid                                              |
| 148 | Fasor i Teutoburgerskogen                                              |
| 149 | Appeasement I: Rhenlandet                                              |
| 150 | Appeasement II                                                         |
| 151 | Vår hovliga insider - om Hedvig Elisabet Charlotta av Holstein-Gottorp |
| 152 | Kung Arthur                                                            |
| 153 | Svenska älvar                                                          |
| 154 | Koreakriget                                                            |
| 155 | Trastfältet 1389                                                       |
| 156 | Agrippina den yngre                                                    |
| 157 | Hunter S. Thompson                                                     |
| 158 | Nationaldagar                                                          |
| 159 | Stasi                                                                  |
| 160 | Göbekli Tepe                                                           |
| 161 | Fossila hemligheter                                                    |
| 162 | Dunkerque                                                              |
| 163 | Aten och Sparta 1/3                                                    |
| 164 | Slaget vid Marathon 2/3                                                |
| 165 | Perserkrigens Klimax 3/3                                               |
| 166 | Berättelser från Rom                                                   |
| 167 | De sju systrarna                                                       |
| 168 | CJL Almqvists fejder                                                   |
| 169 | Relationer på 1600-talet                                               |
| 170 | Södermalms hungerkravaller                                             |
| 171 | Duellen om Nilen (om John Hanning Speke och Richard Francis Burton)    |
| 172 | Miljöbrott & straff                                                    |
| 173 | Luthers reformation                                                    |
| 174 | Mellan Getå & Akkavare                                                 |
| 175 | Nikaupproret år 532                                                    |
| 176 | Monster (med Bo Eriksson)                                              |
| 177 | Ming-Kina och Zheng He                                                 |
| 178 | Katalonien                                                             |
| 179 | Mata Hari                                                              |
| 180 | Systrarna Mitford                                                      |
| 181 | Slaget vid Lund                                                        |
| 182 | Zimbabwe                                                               |
| 183 | Finska inbördeskriget                                                  |
| 184 | Den brutala modernismen                                                |
| 185 | 1700-talets allmogeliv                                                 |
| 186 | Varde ljus                                                             |

### 2018
| 187 | Tutankhamon                                              |
| 188 | Resor                                                    |
| 189 | En ny dynastis födelse                                   |
| 190 | Skogssamerna & staten                                    |
| 191 | Kensingtonstenen                                         |
| 192 | John Locke                                               |
| 193 | Nzinga av Ndongo                                         |
| 194 | Pestens tid 1                                            |
| 195 | Pestens tid 2                                            |
| 196 | Svenska häxprocesser                                     |
| 197 | Mosslik                                                  |
| 198 | Balladen om Sid & Nancy                                  |
| 199 | Dien Bien Phu                                            |
| 200 | Jubileumsavsnittet II                                    |
| 201 | Bombingham 1963                                          |
| 202 | Cicero och Catilina                                      |
| 203 | Karin Månsdotter                                         |
| 204 | Amerikas splittrade stater                               |
| 205 | Scener ur ett äktenskap                                  |
| 206 | Svärmorsmyten                                            |
| 207 | Fotbolls-VM Uruguay 1930                                 |
| 208 | Högmedeltida ekonomi                                     |
| 209 | Onanihysterin                                            |
| 210 | Erikar och Sverkrar                                      |
| 211 | Vem är hen-stravaganza                                   |
| 212 | Rebellernas segertåg 1/3 - om Amerikanska inbördeskriget |
| 213 | Gettysburg 2/3                                           |
| 214 | Krigets upplösning 3/3                                   |
| 215 | Tysk revolution                                          |
| 216 | Sexuellt sachsiskt samliv                                |
| 217 | Redaktör Saxons liv & ord                                |
| 218 | Japans sista samurajer                                   |
| 219 | True crime & lögner                                      |
| 220 | Henry Hudsons haveri                                     |
| 221 | Wendela Hebbes värld                                     |
| 222 | Tintin och 1900-talet                                    |
| 223 | Antikens spioner                                         |
| 224 | Den stora daldansen                                      |
| 225 | Jim Crows död                                            |
| 226 | Kemiska nedslag                                          |
| 227 | Gitta Sereny & nazisterna                                |
| 228 | 11/11 kl:11                                              |
| 229 | Druider                                                  |
| 230 | Karl XII:s död                                           |
| 231 | Mongoldrottningar                                        |
| 232 | Perpetuas martyrskap                                     |
| 233 | Hemingway & hajarna                                      |
| 234 | Olof Palmes jultal 1972                                  |
| 235 | Tidens tickande                                          |

### 2019
| 236 | Armfeldts katastrof                                      |
| 237 | När William mötte Ieyasu                                 |
| 238 | 1789 - Del 1                                             |
| 239 | 1789 - Del 2                                             |
| 240 | ProLOLetariatets diktatur                                |
| 241 | Kungliga öresundsrövare                                  |
| 242 | Karolinen Ulrika Eleonora                                |
| 243 | Indiras Indien                                           |
| 244 | Seskaröupproret 1917                                     |
| 245 | Operation Slarvsylta                                     |
| 246 | Wounded Knee & andedansen                                |
| 247 | Klimatkatastrof anno 536                                 |
| 248 | Muravsnittet                                             |
| 249 | Påsken och traditionerna                                 |
| 250 | Sei Shonagons Japan                                      |
| 251 | Pukefejden                                               |
| 252 | Kongo I: Självständighet                                 |
| 253 | Kongo II: Sammanbrottet                                  |
| 254 | Mount Everest 1953                                       |
| 255 | Krigarpåven                                              |
| 256 | Det franska Sverige                                      |
| 257 | H. P. Lovecraft                                          |
| 258 | Rysshärjningarna                                         |
| 259 | Kvinnor som spelar fotboll                               |
| 260 | Carl och Karin Larsson                                   |
| 261 | Från jorden till månen                                   |
| 262 | Andra puniska kriget 1/4: Lugnet före stormen            |
| 263 | Alpmarsch och stora slag 2/4                             |
| 264 | Cannae 3/4                                               |
| 265 | Vågen vänder 4/4                                         |
| 266 | Den albanska pyramiden                                   |
| 267 | Folktrons svenska vilda djur                             |
| 268 | Det våras för anarkismen                                 |
| 269 | Vasa och dalupproren                                     |
| 270 | Valkyrior och sköldmör                                   |
| 271 | Mumier                                                   |
| 272 | Erövringen av Mexiko (Del 1)                             |
| 273 | Erövringen av Mexiko (Del 2)                             |
| 274 | Börskraschen 1929                                        |
| 275 | Katarina den Stora & Upplysningen                        |
| 276 | Berlinmurens fall                                        |
| 277 | Det hemsökta huset i Hydesville                          |
| 278 | "The grand old lady of the press" - (om Sofia Gumaelius) |
| 279 | Jonathan Swifts anspråkslösa förslag                     |
| 280 | Svenska rallare                                          |
| 281 | Katastrofen vid Altamont 1969                            |
| 282 | Sökandet efter Salomo                                    |
| 283 | Julens fiender                                           |
| 284 | Champagne                                                |

### 2020
| 285 | Europeiska minoriteter                                               |
| 286 | Resorna mot Vinland                                                  |
| 287 | Fascisternas marsch mot Rom                                          |
| 288 | Schack!                                                              |
| 289 | Balladen om U 864                                                    |
| 290 | Syfilis                                                              |
| 291 | Om "En tysk mans historia" (om Sebastian Haffner)                    |
| 292 | De stora elefanternas dans (om elefanterna Jumbo och Chunee)         |
| 293 | När Wu mötte Tang (Kinas kvinnliga kejsare)                          |
| 294 | Medeltidens gillen                                                   |
| 295 | En liten podd om manlig vänskap                                      |
| 296 | Fallet Fritiof Enbom                                                 |
| 297 | Mau-Mau-upproret                                                     |
| 298 | Påskupproret 1916                                                    |
| 299 | Försokratisk filosofi                                                |
| 300 | Jubileumsavsnittet III                                               |
| 301 | Smittkoppor & vaccin                                                 |
| 302 | Tidigindustrin                                                       |
| 303 | Kung Magnus tidiga år                                                |
| 304 | Om kriget eller krisen kommer (samlingsregeringens bildning)         |
| 305 | Bysantinsk Zenit                                                     |
| 306 | Von Ranke & den vetenskapliga historieskrivningen                    |
| 307 | Högbyggare och Nascalinjer                                           |
| 308 | Riddaren av den sorgliga skepnaden (Don Quijote)                     |
| 309 | När Rom erövrade Grekland                                            |
| 310 | Kanondebaclet                                                        |
| 311 | Raoul Wallenberg I. Stockholm, Ann Arbour, Kapstaden, Haifa          |
| 312 | Raoul Wallenberg II. Budapest                                        |
| 313 | Raoul Wallenberg III. Moskva                                         |
| 314 | Världsrevolutionen som körde fast: Warszawa 1920                     |
| 315 | Den arabiska vetenskapens guldålder                                  |
| 316 | Eva Ekeblad och potatisens potential                                 |
| 317 | Shirley for president                                                |
| 318 | Flykter                                                              |
| 319 | Tysklands koloniala folkmord Del 1: Uppror                           |
| 320 | Tysklands koloniala folkmord Del 2. Utrotning                        |
| 321 | Världens viktigaste vicepresidentnominering (Truman eller Wallace)   |
| 322 | Roms sista hedningar                                                 |
| 323 | Enkel biljett, i Linnés tjänst? (om Pehr Löfling och Peter Forsskål) |
| 324 | Möt James Ensor. Belgiens kända konstnär.                            |
| 325 | Wycliffe in da Hus - medeltida reformatörer                          |
| 326 | Stockholms blodbad                                                   |
| 327 | Bombdådet i Bologna 1980 (Italiensk terrorism)                       |
| 328 | Ramses den store vid Kadesh                                          |
| 329 | SS och den vilda jakten på Germania                                  |
| 330 | Engelska inbördeskrigets avgörande vid Naseby                        |
| 331 | Absint                                                               |
| 332 | (H)jul-special                                                       |
| 333 | Svindlande romerska oljeaffärer                                      |

### 2021
| 334 | Kronans kapsejsning och comeback; om regalskeppet Kronan                               |
| 335 | Den vilda gruvstrejken i Malmfälten                                                    |
| 336 | Vinterns snöbollskrig och ishandel                                                     |
| 337 | Balladen om mördaren Stagger Lee                                                       |
| 338 | Heinz Guderian och blixtkriget                                                         |
| 339 | Mamsell Butterfly (en kvinnlig naturalforskare på 1600-talet); om Maria Sibylla Merian |
| 340 | Nordenskiöld och nordostpassagen                                                       |
| 341 | Armenierna & sultanens Osmanska rike                                                   |
| 342 | Jenny Lind - Del 1                                                                     |
| 343 | Jenny Lind - Del 2                                                                     |
| 344 | Den medeltida mannen från Mallorca; om Ramon Llull                                     |
| 345 | Svensk-amerikanska piratkriget (eller ett litet avsnitt om Barbareskstaterna)          |
| 346 | Bokens resa genom historien                                                            |
| 347 | Journalist på dårhus reser jorden runt! - Nellie Bly                                   |
| 348 | Rumble in the Jungle; om Muhammad Ali                                                  |
| 349 | Barnledig pappa (staten & föräldraskapet)                                              |
| 350 | Krig, nationalism & fotboll i forna Jugoslavien                                        |
| 351 | Fyra år med Caligula                                                                   |
| 352 | Fylleslaget på Skodsborg 1863                                                          |
| 353 | Nördlingen                                                                             |
| 354 | Kaffets historia                                                                       |
| 355 | Riddartorneringar                                                                      |
| 356 | Kontrafaktisk historia                                                                 |
| 357 | Historiens färger i blått och rött                                                     |
| 358 | Vykort från Son My, Vietnam                                                            |
| 359 | Londons stora stank                                                                    |
| 360 | Dackefejden I - Småland kokar                                                          |
| 361 | Dackefejden II - "Gammalt och fornt"                                                   |
| 362 | Dackefejden III - "Vasas revansch"                                                     |
| 363 | Drottning Boudiccas uppror                                                             |
| 364 | En sovjetisk kupp i augusti 91                                                         |
| 365 | Strindbergsfejden                                                                      |
| 366 | Georg IV:s kungliga äktenskapshaveri                                                   |
| 367 | Ålandsfrågan                                                                           |
| 368 | Dödahavsrullarna                                                                       |
| 369 | Stig Dagermans "Tysk höst" (1947)                                                      |
| 370 | Vandalrikets kollaps                                                                   |
| 371 | Heligt krig, helig vrede! Thomas Müntzers reformation                                  |
| 372 | Svensk radios barndom                                                                  |
| 373 | Suezkrisen1956 Del 1: Heta känslor i kalla kriget                                      |
| 374 | Suezkrisen 1956 Del 2: Krig till varje pris?                                           |
| 375 | Ubåt 137 från Sovjet på grund                                                          |
| 376 | Hur bygger vi en bättre värld? Robert Owens utopier                                    |
| 377 | Älskade skandal - 1900-talets politiska affärer                                        |
| 378 | Kinas återförening -Suidynastin 581-618                                                |
| 379 | Fallet Astrid Cleve:Vetenskap, nazism & kampen om minnet                               |
| 380 | Mannen med järnmasken                                                                  |
| 381 | Jenny Nyström - "Tomtens mamma"                                                        |
| 382 | Guldrushen i Kalifornien 1848-50                                                       |

### 2022
| 383 | Familjen Romanovs blodiga undergång                                                  |
| 384 | Nedelinkatastrofen 1960: Sovjets värsta raketolycka                                  |
| 385 | John Churchill av Marlborough del 1 - en fältherre i vardande                        |
| 386 | John Churchill av Marlborough del 2 - Slaget vid Blenheim                            |
| 387 | Vietnams enande: Tay Son-upproret 1770-tal                                           |
| 388 | Dansbanornas elände 1941                                                             |
| 389 | Justinianska pesten 500-talets stora pandemi                                         |
| 390 | När ruserna blev ryssar - 800-1000-tal                                               |
| 391 | Rudolf Höss - kommendanten i Auschwitz                                               |
| 392 | Romansen som sprack - Ebba Brahe och Gustav II Adolf                                 |
| 393 | George Orwell                                                                        |
| 394 | Grekiskt skoj och stoj - 400-tal f.Kr.                                               |
| 395 | Norrländsk forntid                                                                   |
| 396 | Mänsklig äggläggning och Kuriosakabinett - bl.a. om läkaren och antikvarien Ole Worm |
| 397 | Den stora bildstriden                                                                |
| 398 | Paasikivi–Kekkonen-linjen, Finland i efterkrigstiden                                 |
| 399 | Apokalypsen i Münster 1534                                                           |
| 400 | Rasande kungar med Herman Lindqvist - Jubeleumsavsnittet IV                          |
| 401 | Bränderna i London 1666 och Chicago 1871                                             |
| 402 | När hela havet stormade - regeringskrisernas 20-tal                                  |
| 403 | Hästen i svensk historia                                                             |
| 404 | Anschluss 1938 Del 1: Det stympade Österrike                                         |
| 405 | Anschluss 1938 Del 2: Ödesdigra ögonblick                                            |
| 406 | När Storbritannien och Zuluriket krigade                                             |
| 407 | Svenskarna får äntligen Semester                                                     |
| 408 | Mozarts mystiska död                                                                 |
| 409 | Skräckväldet 1/4: Kungafamiljens flykt                                               |
| 410 | Skräckväldet 2/4: Den andra revolutionen - 1792                                      |
| 411 | Skräckväldet 3/4: Krigslycka och kungamördare                                        |
| 412 | Skräckväldet 4/4: Revolutionen äter sina egna barn                                   |
| 413 | Kräftskivans historia                                                                |
| 414 | Är det fallna imperiet Storbritannien världens butler?                               |
| 415 | Romarnas metalljakt                                                                  |
| 416 | Kosackvalet 1928                                                                     |
| 417 | Vetenskapen om kvinnan                                                               |
| 418 | Vem var Homeros?                                                                     |
| 419 | Watergate I - Upptakten                                                              |
| 420 | Watergate II - Upprullningen                                                         |
| 421 | Toyota och det japanska undret                                                       |
| 422 | Ökenkriget och el-Alamein                                                            |
| 423 | Finska krigets slutrond: Sävar och Ratan 1809                                        |
| 424 | Potatispesten på Irland 1845-49                                                      |
| 426 | Skäggets historia                                                                    |
| 427 | Kwame Nkrumah: Ghanas frigörare & Afrikas stjärna?                                   |
| 428 | När karl Knutsson blev kung                                                          |
| 429 | Kropp och sex i Weimarrepublikens Tyskland                                           |
| 430 | Herodes den hemske                                                                   |
| 431 | Nåja, vad är en bal på slottet? 200 år av fest!                                      |

### 2023
| 432 | Roms grundande - myt och verklighet                                                                                        |
| 433 | Vitaliebröderna: Östersjöns sjörövarplåga                                                                                  |
| 434 | Oljekrisen del 1: Opec |
| 435 | Oljekrisen del 2: Krig och embargo                                                                                         |
| 436 | Afrikas andra världskrig                                                                                                   |
| 437 | Pälsjaktens gyllene sekler                                                                                                 |
| 438 | Döda fallet: Sveriges största naturkatastrof                                                                               |
| 439 | Några misslyckade kupper. (om Wilhelm Voigt och hans kupp, även Hamburgupproret 1923 och statskuppförsöket i Spanien 1981) |
| 440 | Iran-Contras-affären |
| 441 | Hur fungerade Inkariket...s vardag?                                                                                        |
| 442 | Den stora oredans tid |
| 443 | Sagan om Asea |
| 444 | ett litet avsnitt om sötsaker                                                                                              |
| 445 | Francisco de Goya |
| 446 | Knektarna |
| 447 | Sagokungen - Ludvig II av Bayern                                                                                           |
| 448 | Den svenska slaverimotståndaren - Om Carl Bernhard Wadström                                                                |
| 449 | Spartas kvinnor |
| 450 | Unionsupplösningen 1905 |
| 451 | Belägringen av Wien 1683                                                                                                   |
| 452 | Linnés lappländska resa |
| 453 | När Vasa blev kung |
| 454 | Resan mot botten ; (om bl.a. William Beebe och Jacques Piccard)                                                            |
| 455 | Bröllopsavsnittet |
| 457 | Robinson Cruose - dikt och verklighet                                                                                      |
| 458 | Tina Turner |
| 459 | Slaget om Kursk : Stormen före stormen (1/3)                                                                               |
| X   | Specialavsnitt: Oppenheimer och Manhattanprojektet                                                                         |
| 460 | Slaget om Kursk : Operation Zitadelle (2/3)                                                                                |
| 461 | Slaget om Kursk : "Tvinnad metall och bränt kött" (3/3)                                                                    |
| 462 | Revolten i Stockholm 1848                                                                                                  |
| 463 | Bärnstensrummet som försvann                                                                                               |
| 464 | kärnvapenproven |
| 465 | När Mussolini störtades och fritogs                                                                                        |
| 466 | Händelser vid Loch Ness |
| 467 | Spartacusupproret |
| 468 | Skrattets historia |
| 469 | När grekerna kartlade sin värld                                                                                            |
| 470 | Väckelsens gryning |
| 471 | Matchen om Matterhorn (om bl.a. klättraren Edward Whymper                                                                  |
| 472 | Så blev Sverige rikt: ett avsnitt om sågverksindustrin                                                                     |
| 473 | Ölkällarkuppen |
| 474 | Historiens pappor |
| X   | Specialavsnitt: Napoleons statskupp                                                                                        |
| 475 | Niodagarsdrottningen - Jane Grey                                                                                           |
| 476 | Klubbekriget |
| 477 | Svindlande skojare (om bla Charles Ponzi och Victor Lustig)                                                                |
| 478 | Alfred Nobels pris |
| 479 | Folkungarna och Birger Jarl                                                                                                |
| 480 | Jul med Charles Dickens |
| 481 | Nyårskåserier |

### 2024
| 482 | Francisco López: Paraguays Napoleon                                                                     |
| 483 | Kommunisternas konflikt                                                                                 |
| 484 | Meteorologins historia                                                                                  |
| 485 | När Doktor Struensee kapade Danmark                                                                     |
| 486 | Semlorna, snuset & stämpeln: Frihetstidens utskrattade kung                                             |
| 487 | Hemma hos: Heidenstam och Key                                                                           |
| 488 | Boxarupproret                                                                                           |
| 489 | Den unga Margaretas tid                                                                                 |
| 490 | Stora nordliga expeditionen                                                                             |
| 491 | Triumviratets födelse - del 1 av 2 (Om Caesar, Pompejus och Crassus)                                    |
| 492 | Triumviratets födelse - del 2 av 2                                                                      |
| 493 | Mordet på Lev Trotskij                                                                                  |
| 494 | Den försvunna kolonin (Om Roanoke-kolonin på 1580-talet)                                                |
| 495 | Drömmar av stål: Om Stålverk 80                                                                         |
| 496 | Geniet som försvann: ett avsnitt om Robert Walser                                                       |
| 497 | Sala silvergruva: Svenska statens skattkista                                                            |
| 498 | Amelia Earharts äventyr                                                                                 |
| 499 | Tredje puniska kriget                                                                                   |
| 500 | Jubileumsavsnitt: Långkörare med Kalle Lind                                                             |
| 501 | Jesse James jävelskaper                                                                                 |
| 502 | Ludvig XIV:s romanser                                                                                   |
| 503 | Kol och stål: så föddes EU                                                                              |
| 504 | Freden i Brömsebro 1645                                                                                 |
| 505 | Uppfinnar-Johanssons, skiftnycklar och måttsatser (Om Johan Petter Johansson och Carl Edvard Johansson) |
| 506 | Ölavsnittet                                                                                             |
| 507 | Hur strandlivet uppkom                                                                                  |
| 508 | Amerikanska revolutionen 1/4: Det här var ingen tebjudning                                              |
| 509 | Amerikanska revolutionen 2/4: Ett krig för självständighet                                              |
| 510 | Amerikanska revolutionen 3/4: Final vid Yorktown                                                        |
| 511 | Amerikanska revolutionen 4/4: Washington, Jefferson & Hamilton                                          |
| 512 | Sveriges största historieförfalskare - Nils Rabenius                                                    |
| 513 | Sverige & bomben - striden om kärnvapnen                                                                |
| 514 | Den mördande konstnären - Caravaggio                                                                    |
| 515 | Svordomar, förolämpningar och fula ord                                                                  |
| 516 | Telegrafin och Atlantkabeln                                                                             |
| 517 | Telefonkriget                                                                                           |
| 518 | Den första staden:Uruk                                                                                  |
| 519 | Oinskränkt ubåtskrig (under första världskriget)                                                        |
| 520 | Den stora lingonruschen                                                                                 |
| 521 | Det stulna valet 1876                                                                                   |
| 522 | Vikingarna blir kristna                                                                                 |
| 523 | Trettonhundratalets triangeldrama (Om den engelske kungen Edward IIs första tid som kung)               |
| 524 | Sex, död och folktro                                                                                    |
| 525 | Martin Guerre hittar hem                                                                                |
| 526 | Silverberget Nasafjäll                                                                                  |
| 527 | Karolina Widerström - Läkarpionjär                                                                      |
| 528 | Lätta brigadens chefer fattar beslut                                                                    |
| 529 | Glögg!                                                                                                  |
| 530 | Beowulf: saga och historia?                                                                             |

### 2025
| 531 | När Sovjet anföll korthuset vid Wisła 1945                                                                |
| 532 | Varför heter vi som vi heter? (Om namnskick)                                                              |
| 533 | Mysteriet med Marie-Antoinettes halsband                                                                  |
| 534 | Paris stora förvandling - Haussmann och Napoleon III                                                      |
| 535 | Prometheus tveeggade gåva - Människan och elden                                                           |
| 536 | Lyckolandet - Norge och oljan                                                                             |
| 537 | Kinas stora uppfinningar                                                                                  |
| 538 | Robert Capa: Mannen, myterna och legenderna                                                               |
| 539 | Ett anglikanskt Israel (bla om Lord Shaftesbury)                                                          |
| 540 | Stalin och Beria : två bödlars vanvördiga undergång                                                       |
| 541 | Räfst och reduktion                                                                                       |
| 542 | Bondetåget 1914: 30000 lantbrukare på Stockholms gator                                                    |
| 543 | Att avrätta en kung                                                                                       |
| 544 | Kraken, djävul och utomjording: människan och bläckfisken                                                 |
| 545 | Första shogunatet och nunneshogunen                                                                       |
| 546 | Immanuel Kant: tankens revolutionär, småborgare och Lönsboda-legend                                       |
| 547 | Merkantilismen- tullarnas tid                                                                             |
| 548 | Mysteriet i Mayerling                                                                                     |
| 549 | Hiroshima & Nagasaki                                                                                      |
| 550 | Benkriget                                                                                                 |
| 551 | Äventyr i Spetsbergen (om svensk kolbrytning på Svalbard)                                                 |
| 552 | Katastrofer i kolgruvor (om bla Gresford, Springhill och Aberfan)                                         |
| 553 | Deckardrottningen Agatha Christie                                                                         |
| 554 | Bröderna Gracchus reformerar Rom                                                                          |
| 555 | Singapore: Lejonet som lärde draken att ryta                                                              |
| X   | Specialavsnitt: Kirunas historia                                                                          |
| 556 | Finansministerfadäser (om Vilmar Ljungdahl, David Hall, Gunnar Sträng, Kjell-Olof Feldt och Erik Åsbrink) |
| 557 | Alexander 1/4: Från Pella till Granikos                                                                   |
| 558 | Alexander 2/4: Från Issos till Egypten                                                                    |
| 559 | Alexander 3/4: Från Gaugamela till Baktrien                                                               |
| 560 | Alexander 4/4: Från Hydaspes till Babylon                                                                 |